# لوئزدیل، نیو ساوت ولز
لوئزدیل (به انگلیسی: Lowesdale) یک شهرک در استرالیا است که در نیو ساوت ولز واقع شده‌است.